# The Man with Two Brains
The Man with Two Brains, conocida en español por los títulos Un genio con dos cerebros y El Doctor erótico, es una película de 1983 dirigida por Carl Reiner y protagonizada por Steve Martin y Kathleen Turner.

## Sinopsis
El doctor Michael es doctor  que se dedica cortar las cabezas de sus pacientes (Steve Martin), un viudo neurocirujano, es conocido por inventar un método de neurocirugía que consiste en desatornillar la parte superior del cráneo de sus pacientes. Él salva la vida de Dolor
Mientras se recupera, Michael se enamora de ella y se casan. Desde el momento en el que después el mata a su le corta la cabeza y le saca la tripa lleva a través del umbral de su casa, Dolores atormenta a Michael al pretender estar muy enferma para consumar el matrimonio, citando un continuo dolor de cabeza. En un viaje tanto de luna de miel como de negocios a una conferencia médica en Viena, una ciudad viviendo en temor del «asesino del elevador», Hfuhruhurr conoce a un científico loco, el doctor Alfred Necessiter (David Warner), quien ha creado una nueva técnica radical para permitirle conservar cerebros vivos en frascos llenos de líquido utilizando a las víctimas del «asesino del elevador». (Necessiter declara que él no es el asesino, pero el método de asesinato causa que el cerebro sea el que muera último, haciendo que sus víctimas sean ideales para los experimentos de Necessiter).
Michael descubre que puede comunicarse telepáticamente con uno de los cerebros de Necessiter, el de Anne Uumellmahaye (voz no acreditada de Sissy Spacek). Michael y el cerebro que no posee cuerpo se enamoran de inmediato, con Michael tomando el cerebro para pasar más tiempo con él. Dolores, tras enterarse de que Michael ha recibido una herencia de una tía, intenta reiniciar su relación, pero se percata de la relación que Michael tiene con Anne cuando lo encuentra en un bote con el frasco. Ella intenta matar a Anne al poner el cerebro en un horno, causando que Michael arroje literalmente a Dolores fuera de su casa.
Michael consulta al Dr. Necessiter, quien le informa que los cerebros que están enfrascados no sobreviven mucho tiempo, con Anne siendo el único cerebro que ha vivido más hasta la fecha. Necessiter recomienda trasplantar el cerebro de Anne en un cuerpo nuevo, revelando que ha perfeccionado el proceso que podría permitirle trasplantar el cerebro en el cuerpo de un gorila. Luego de darle a esta idea seria consideración por unos segundos, Michael dice que no podría fornicar con un gorila. Esto le deja con la única opción de poner el cerebro de Anne en el cuerpo de una mujer recién fallecida.
Llenando una jeringa con un líquido limpiador de ventanas, la sustancia utilizada por el «asesino del elevador» en sus víctimas, Michael primero observa a una multitud alrededor de una mujer atropellada, considerándola una potencial sujeto, pero recupera la consciencia. Michael elige a una prostituta con una voz molesta, pero su consciencia no le permite matarla. Al entrar al elevador encuentra muerta a Dolores a manos del «asesino del elevador», quien resulta ser Merv Griffin. Michael se lleva el cadáver de Dolores, y Griffin promete entregarse a la policía. (Los créditos de la película después anuncian que no lo hizo).
Michael desesperadamente lleva el cuerpo de Dolores al laboratorio de Necessiter. Es detenido por la policía austriaca, quienes sospechan de que está manejando ebrio. Tras una serie de locas pruebas de sobriedad, la policía deja que Michael se marche. No obstante, cuando el cuerpo de Dolores cae sobre Michael, la policía se percata de que no está ebria, si no muerta, y persiguen el auto.
Michael llega al laboratorio, donde Necessiter transfiere la consciencia de Anne al cuerpo de Dolores, el cual es observado por los impactados policías. Sin embargo, en el proceso, Michael es eléctricamente chocado por el equipo, y cae en un coma.
Despertando seis semanas después, de vuelta en casa, Michael finalmente conoce a Anne en el cuerpo de Dolores. Se descubre que Anne es una comedora compulsiva, y que ha obtenido un peso considerable en su nuevo cuerpo. Michael ama a Anne por lo que ella es, y se casan. La lleva a través del umbral de su casa a duras penas por su peso. La película termina con una petición al público de reportar el paradero de Merv Griffin en caso de ser visto.

## Elenco
- Steve Martin... Dr. Michael Hfuhruhurr
- Kathleen Turner... Dolores Benedict
- David Warner... Dr. Alfred Necessiter
- George Furth... Timon
- Peter Hobbs... Dr. Brandon
- Earl Boen... Dr. Felix Conrad
- James Cromwell ... Realtor
- Francis X. McCarthy ... Olsen (como Frank McCarthy)
- Sissy Spacek... voz de Anne Uumellmahaye (no acreditada)
- Merv Griffin... él mismo